# Сіладжу
Сіладжу (рум. Silagiu) — село у повіті Тіміш в Румунії. Адміністративно підпорядковане місту Бузіаш.
Село розташоване на відстані 375 км на захід від Бухареста, 34 км на південний схід від Тімішоари.

## Населення
За даними перепису населення 2002 року у селі проживали 893 особи, з них 885 осіб (99,1%) румунів. Рідною мовою 888 осіб (99,4%) назвали румунську.